# Níssa
Níssa (em grego clássico: Νύσσα; romaniz.: Nýssa) foi uma pequena cidade e diocese da Capadócia, na Ásia Menor (Anatólia), importante na história do cristianismo devido a ter sido a sé episcopal dirigida pelo proeminente teólogo do século IV e Padre da Igreja Gregório de Níssa. Atualmente o seu nome continua a ser usado como sé titular das igrejas ortodoxa e católica.

## Localização
No Itinerário de Antonino Níssa aparece na estrada que ligava Ancira (atual Ancara) a Cesareia (atual Caiseri), entre Parnaso e Asiana, a 24 milhas romanas da primeira e 32 milhas da segunda. Na sua obra Geografia, Ptolomeu coloca-a em 68°20' 38°40' no seu sistema de coordenadas (que difere do atualmente usado), na prefeitura de Murimene (em grego clássico: Στρατηγίας Μουριμηνῆς). O Sinecdemo e o Notitiae Episcopatuum indicam que Níssa se situava na na província romana da Capadócia Prima.
Há pelo menos duas localizações propostas para a antiga cidade. Uma é um sítio arqueológico situado perto da aldeia moderna de Harmandalı (coordenadas: 38° 56' 4" N 33° 56' 56" E), no distrito de Ortaköy da província de Acsarai da Turquia. Outra das localizações propostas, que suscita muitas dúvidas a historiadores modernos, é a cidade moderna de Nevexequir.
No seu “Dicionário de Geografia Grega e Romana”, William Smith situa a antiga cidade numa aldeia a pouca distância do rio Hális (Quizil-Irmaque), chamada Nirse ou Níssa, que no passado fazia parte do distrito de Muriane, mas desconhece-se que aldeia seria essa.

## História eclesiástica
Níssa teve importância suficiente na província romana da Capadócia Prima para se tornar uma diocese sufragânea da arquidiocese de Cesareia. O bispo de Níssa mais antigo cujo nome se conhece é Gregório de Níssa, que esteve à frente da diocese entre 372 e 394. Gregório era irmão de Basílio Magno, bispo metropolitano de Cesareia. Quando o Primeiro Concílio de Éfeso foi realizado, em 431, o bispo de Níssa era Heráclides. O bispo Musônio participou no Latrocínio de Éfeso (449); João (Ioannes) participou no Segundo Concílio de Constantinopla (553); outro João no Terceiro Concílio de Constantinopla (680), Paulo no Concílio de Trulo (693); um terceiro João no Segundo Concílio de Niceia (787); e Inácio no Quarto Concílio de Constantinopla (879). No século X, um bispo de nome Germano é conhecido pelos seus escritos eclesiásticos.
A Igreja Ortodoxa continuou a nomear bispos titulares de Níssa após o desaparecimento da cidade e da sua comunidade cristã. Na prática, esses bispos titulares detêm jurisdição sobre comunidades cristãs ortodoxas noutros locais. Desde 2012 que o título de "Bispo de Níssa" é detido pelo bispo da Diocese Ortodoxa Cárpato-Russa Americana.
Em 1715, a Igreja Católica começou a nomear bispos titulares de Níssa. Em 2020 o título encontrava-se vago desde 2012.